# Gunslinger Girl
Gunslinger Girl (jap. ガンスリンガー・ガール, gansuringā gāru) ist eine Manga-Serie des japanischen Zeichners Yū Aida. Der Seinen-Manga schildert die Erlebnisse einer Gruppe junger Mädchen, die in Cyborgs umgewandelt und zu Killerinnen ausgebildet werden. Der Handlungsort dieses Mangas ist Italien.

## Handlung
Die Organisation „Staatliche Gesellschaft für soziale Wohlfahrt“ kümmert sich unter dem Vorwand, ihnen ein Heim und entsprechende Pflege zu geben, um minderjährige Mädchen, die aus unterschiedlichen Gründen unheilbar krank oder körperbehindert sind. Tatsächlich ist die Gesellschaft jedoch eine Geheimorganisation der Regierung, die vor allem zur Terroristenbekämpfung eingesetzt wird, denn eine Gruppe namens „Republikaner“ versucht die Regierung zu stürzen. Dabei stellt sich die Lage ähnlich dem Nordirlandkonflikt dar.
Die Mädchen werden mit Implantaten in Cyborgs umgewandelt, wobei sie zugleich mit Medikamenten „konditioniert“ werden, damit der Körper mit dem fremden Gewebe umgehen kann. Ein Nebeneffekt dieser Konditionierung ist die Löschung des Gedächtnisses. Zudem werden sie dadurch auf ihren Betreuer als Bezugsperson geprägt. Die so verwandelten Mädchen werden von ihren Betreuern zu Auftragsmörderinnen ausgebildet. Jedem Mädchen wird ein Betreuer zugeordnet, der ihr einen Namen gibt, sie ausbildet und für die Erledigung der Aufträge zuständig ist. Da dieser eine Art „großer Bruder“ ist, wird ein solches Paar auch „Fratello-Paar“ genannt. Die Mädchen sind ihren Betreuern absolut treu und darauf getrimmt, unbedingt deren Leben zu schützen. Dabei kann es jedoch schon mal vorkommen, dass sie bei einer vermeintlichen Gefahr überreagieren.
Die Cyborgs sind dank ihrer Implantate praktisch unzerstörbar und verfügen über enorme Kraft. Verletzungen und Beschädigungen können schnell wieder repariert werden, zudem verspüren die Mädchen nur wenig Schmerz. Einziger Schwachpunkt sind ihre Augen, da Geschosse durch diese direkt das Gehirn treffen können.

## Begriffe

### Fratello
Das italienische Wort Fratello (zu deutsch Bruder) beschreibt in dieser Geschichte das Verhältnis zwischen einem Cyborg und seinem Tutor. Es ist nicht so, dass sie wirklich Geschwister sind, jedoch haben sie ein geschwisterliches Verhältnis, dass der Eine auf den Anderen aufpasst. Als Beispiel lässt sich hierfür Henrietta anführen, die die Leute zählt, die sie für José umgebracht hat.

### Konditionierung
Die Konditionierung ist eine medikamentöse sowie eine psychotherapeutische Prozedur, die zur Akklimatisierung des Körpers mit den Implantaten und Prothesen dient. Zudem wird das Mädchen auf den ihr zugewiesenen Betreuer geprägt – dieser Vorgang ist nicht übertragbar oder reversibel. Ein teilweise erwünschter Nebeneffekt der nötigen Medikamente ist die nahezu vollständige Löschung des episodischen Gedächtnisses, wodurch das Mädchen keine Erinnerung mehr an ihr voriges Leben hat. Zur Aufrechterhaltung der Konditionierung ist die regelmäßige Einnahme von weiteren Medikamenten notwendig. Je höher deren Dosis ist, desto kürzer ist die durch die Konditionierung ohnehin verringerte Lebenserwartung.

## Charaktere

### Cyborgs
Henrietta (ヘンリエッタ, Henrietta)
Das junge Mädchen ist die einzige Überlebende eines Anschlags, bei der ihre gesamte Familie getötet wurde. Das vom Anschlag verstümmelte Mädchen wurde zudem mehrfach vergewaltigt. Umgewandelt zum Cyborg steht Henrietta noch am Anfang ihrer Killerkarriere, weshalb ihr auch schon mal Fehler unterlaufen. Henrietta ist relativ gutmütig und auch leicht schusselig. Als Hobby spielt sie gern Violine, worauf Rico neidisch ist.
Henrietta bevorzugte Waffen sind die SIG P239, die Fabrique Nationale P90 SMG, die Walther WA 2000 (im Anime), und die FN FAL (im Manga).
Rico (リコ, Riko)
Das junge Mädchen ist seit ihrem elften Geburtstag bei der Gruppe. Wegen einer angeborenen Behinderung konnte es Arme und Beine nicht bewegen, weswegen es seit seiner Geburt nur im Krankenhaus war. Nachdem ihre Eltern das Sorgerecht abgetreten hatten, ist Rico bei der Organisation. Sie erledigt ihre Arbeit immer sehr gut und gewissenhaft, wird jedoch von ihrem Betreuer eher schlecht behandelt.
Ricos bevorzugte Waffen sind die ČZ 75, das Dragunow SWD, die Beretta SCP 70/90 (Beretta AR70) (Episode 7), die Galil MAR (Micro Galil) (Episode 3 und Band 1), Benelli M4 Super 90 und die Rheinmetall MG3 (Band 3–4).
Triela (トリエラ, Toriera)
Triela ist das älteste und erfahrenste Mädchen der Gruppe. Über ihr früheres Schicksal ist nicht viel bekannt, allerdings sieht es danach aus als ob sie einst von Mädchenhändlern entführt worden war. Triela ist schon im Teenageralter und dementsprechend schwierig. So ordnet sie sich ihrem Betreuer nicht immer unter und wagt schon mal Widerspruch. Sie hat keine konkreten Hobbys, sammelt aber die Teddybären, die sie von ihrem Betreuer geschenkt bekommt. Ihre Niederlage im Kampf mit dem Profikiller „Pinocchio“ stürzt sie in eine Sinnkrise, die sie durch noch härteres Training und den darauffolgenden Sieg gegen Pinocchio überwindet. Sie ist eher selbstkritisch und davon überzeugt, dass sie sehr viel falsch macht.
Trielas bevorzugte Waffen sind die SIG P230 SL, SIG P232 SL, die Winchester Model 1897 Trench Gun mit Bajonett in (Band 1–2), das H&K G3A3 (im Anime Episode 3 und 12) und die H&K P7M8. Im Manga verwendet sie auch die H&K UMP und eine H&K MP7 PDW.
Claes (クラエス, Kuraesu)
Claes ist sehr ruhig und verbringt ihre Zeit Musik hören und lesen, wenn sie nicht gerade für die Organisation unterwegs ist. Sie ist wohl die unscheinbarste von den Mädchen, aber hat in einer späteren Folge ihren großen Auftritt. Durch den Tod ihres Betreuers bei einem Autounfall sind Teile ihrer Konditionierung unbrauchbar geworden, weshalb sie quasi nie zu Kampfeinsätzen benutzt wird. Ihre Funktion für die Gesellschaft besteht daher darin, Prothesen zu testen. Sie betrachtet sich als verantwortlich für die anderen Mädchen und kümmert sich um sie. Zudem legt sie auch als Hobby einen Gemüsegarten an.
Claes bevorzugte Waffen waren die H&K VP70M und die MP5K PDW. Auf der Mission im Episode 7 trug sie eine Taurus Millennium Pro PT138.
Angelica (アンジェリカ, Anjerika)
Bei Angelica handelt es sich um einen besonders tragischen Fall. Hier werden die Nachteile der Konditionierung besonders deutlich aufgezeigt. Sie war der allererste Cyborg und hat somit bereits einige Erfahrung gesammelt. Allerdings steckte die Konditionierung zu dem Zeitpunkt noch in den Kinderschuhen. Sie wurde von ihrem eigenen Vater überfahren, weil dieser verschuldet war und auf sie eine hohe Lebensversicherung ausgesetzt hatte. Ohne die Organisation hätte sie keine Überlebenschance gehabt.
Angelicas bevorzugte Waffe ist die Steyr AUG A1, die Beretta 84 (im Manga), die Steyr TMP, die M-A1 und die Steyr AUG HBAR.
Ihr Betreuer Marco hatte sich rührend um sie gekümmert, bis die ersten Probleme auftraten, und er sich mehr und mehr zurückzog. Aufgrund der damals teilweise noch unerprobten Konditionierung durch die Medikamente fällt ihr Gedächtnis immer wieder aus, was zunehmend zu Problemen führt. Später ist sie dann fast nur noch im Krankenhaus, wo sie allem Anschein nach friedlich stirbt, während an ihrer Seite ihr Betreuer Marco verweilt. Sie taucht in der zweiten Staffel Il Teatrino Ende Episode 2 wieder auf und spielt in Folge 4 eine zentrale Rolle. Hier wird deutlich, dass die Medikamente, welche zur Genesung verhalfen, einen nicht unerheblichen Einfluss auf sie hinterließen.
Elsa de Sica (エルザ・デ・シーカ, Eruza de Shīka)
Das junge Mädchen ist sehr separiert und pflegt keinen Kontakt zu den anderen. Sie sehnt sich nur nach der Liebe und Zuneigung ihres Betreuers. Deswegen gibt sie sich bei den Einsätzen immer äußerst viel Mühe, um dadurch etwas Aufmerksamkeit von ihm zu erhalten. Dieser behandelt sie jedoch immer äußerst kühl und kümmert sich in keiner Weise um ihre Gefühle. Aus Verzweiflung keinerlei Erwiderung zu erhalten tötet sie schließlich ihren Betreuer und anschließend sich selbst. Diese Tat erschüttert die gesamte Abteilung und wird aus politischen Gründen als Akt der Republikaner im Untersuchungsbericht vermerkt.
Elsas bevorzugte Waffen sind die SIG 550, SIG 551, SIG Sauer P229 und PGM Mini-Hecate .338.
Petruschka (ペトルーシュカ, Petorūshuka)
Das Mädchen ist der erste Cyborg der zweiten Baureihe. Als solche hat sie diverse Verbesserungen, die sie gegenüber den anderen Cyborgs flexibler machen. Gleichzeitig soll ihre Lebenserwartung höher sein als die der anderen Cyborgs. Petruschka hieß früher mal Elizabeta Baranovskaya und war Ballettschülerin am Bolschoi-Theater. Durch eine Krebsgeschwulst am Bein musste sie jedoch aufhören, Ballett zu tanzen. Zwar wurde sie nach Italien geschickt, um sie dort zu operieren, doch nachdem man ihr ein Bein amputieren musste, unternahm sie einen Selbstmordversuch und sprang vom Dach des Krankenhauses. Im Gegensatz zu den anderen Mädchen ist Petruschka mit ihren 16 Jahren deutlich älter. Sie kommt sowohl im Manga als auch in der zweiten Staffel im Anime vor.
Petruschka bevorzugte Waffen sind die Spectre M4 SMG und Taurus PT92.

### Fratelli
José Croce  (ジョゼ, Joze )
José Croce, auch Giuseppe genannt, ist Henriettas Betreuer. Er ist immer sehr gut zu dem Mädchen und behandelt sie wie seine kleine Schwester. Er unterrichtet sie nicht nur im Töten, sondern versucht ihr auch anderes beizubringen und zeigt ihr u. a. die Sterne. Auch macht er ihr immer wieder Geschenke wie beispielsweise einen Mantel oder eine Kamera. Als er sie wegen eines verpatzten Auftrags bestrafen soll, widersetzt er sich. Wegen seiner Gutmütigkeit wird er allerdings von seiner Abteilung auch als Sicherheitsrisiko angesehen. José fragt sich manchmal, ob es richtig ist, was er tut. Jose ist zudem der kleine Bruder von Jean. Beide sind die einzigen überlebenden bei einem Anschlag auf die Familie
Jose verwendet als Waffen eine Fabrique Nationale Five-seveN und eine Ingram MAC-10 (im Anime).
Jean  (ジャン, Jan)
Jean ist Ricos Betreuer. Im Gegensatz zu seinem Bruder geht er mit dem Mädchen eher hart um. Egal was Rico macht, er findet immer etwas zum kritisieren. Auch macht er ihr nie Geschenke. Wo sein Bruder fast zu weich ist, ist Jean zu streng.
Hilshire  (ヒルシャー, Hirushā)
Der Deutsche war einst ein Beamter von Europol, wurde aber gefeuert, nachdem er einem Mafiaboss zur Flucht verholfen hatte. Er hat zusammen mit einer Gerichtsmedizinerin Triela aus den Fingern der Menschenhändler befreit und sich dabei geschworen, dass er wenigstens dieses Mädchen retten würde. Vielleicht auch deswegen ist er Trielas Betreuer und immer gut zu dem Mädchen. Er ist sich unsicher, wie innig das Verhältnis zwischen ihm und Triela sein sollte und ist sehr besorgt um sie.
Raballo  (ラバロ, Rabaro)
Ravaro war Claes Betreuer. Er war einst Hauptmann der Militärpolizei, wurde nach einem Unfall dort aber pensioniert. Er versucht Claes einiges beizubringen und geht unter anderem mit ihr Angeln. Allerdings kommen ihm mit der Zeit Skrupel daran, das Mädchen zum Killer auszubilden. Er wird schließlich von einem Auto überfahren. Aus dem Zusammenhang ist allerdings unklar, ob es ein zufälliger oder arrangierter Unfall war.
Marco  (マルコー, Marukō)
Marco ist Angelicas Betreuer. Er war früher bei einer Spezialeinheit der Regierung tätig, wurde aber aufgrund seiner Sehschwäche entlassen. Er kümmert sich anfangs viel um Angelica und erfindet sogar ein Märchen für sie, das seine Freundin später als Buch veröffentlicht. Als er jedoch bemerkt, dass Angelica mit der Zeit alles wieder vergisst, wird er immer frustrierter und macht nur noch das Nötigste für sie.
Marcos bevorzugte Waffe ist eine Steyr M-GB.
Raulo  (ラウーロ, Raūro)
Raulo ist Elsas Betreuer. Er behandelt das Mädchen immer sehr abweisend und trennt sehr streng zwischen Arbeit und Privatsphäre. Enttäuscht über die mangelnde Zuneigung wird er schließlich von Elsa getötet.
Alessandro  (アレッサンドロ, Aressandoro)
Alessandro ist Petruschkas Fratello. Er ist neu bei der Staatlichen Gesellschaft für soziale Wohlfahrt. Alessandro war früher als Spion und Geheimagent tätig. Erst ist Petrushka nur eine Waffe für ihn, doch später fängt er eine Liebesbeziehung mit ihr an. Er taucht wie Petruschka im Manga und in der zweiten Staffel im Anime auf.

## Veröffentlichungen

### Manga
Gunslinger Girl erscheint in Japan ab dem 21. Mai 2002 in Einzelkapiteln im Manga-Magazin Comic Dengeki Daiō. Im September 2012 erschien das 100. und letzte Kapitel. Der Verlag Media Works veröffentlichte diese Einzelkapitel auch in 15 Sammelbänden (Tankōbon), die sich etwa 2,5 Millionen Mal verkauft haben.
In Nordamerika wird die Serie von ADV Manga veröffentlicht, in Frankreich von Asuka. Auf Deutsch erschien der Manga von Juni 2005 bis Juli 2013 bei Egmont Manga und Anime vollständig.

### Anime

#### Gunslinger Girl
Zum Manga gibt es auch eine 13 Folgen umfassende Anime-Serie von Madhouse, bei der Morio Asaka Regie führte. Erstmals ausgestrahlt wurde die Serie auf dem japanischen Fernsehsender Fuji Television vom 8. Oktober 2003 bis zum 19. Februar 2004. Die Serie wurde später auch bei Animax ausgestrahlt und lief in Süd- und Südostasien erstmals in englischer Sprache. In den USA war die Serie auf dem Independent Film Channel zu sehen.
Die Serie wurde in Deutschland, Österreich, der Schweiz und Polen von Anime Virtual (heute Crunchyroll, ehemalig Kazé) komplett auf 4 DVDs veröffentlicht. Am 27. August 2007 ist die Serie bei Anime Virtual auch in einer Gesamtausgabe erschienen.
Thematisch behandelt die Serie die ersten beiden Bände des Mangas. Der Inhalt von Manga und Anime ist ähnlich, allerdings werden die einzelnen Geschichten teilweise in einer anderen Reihenfolge wiedergegeben. In Nordamerika ist die Serie bei FUNimation Entertainment auf drei DVDs erschienen.

##### Synchronisation
Die deutschsprachige Synchronisation entstand bei der Elektrofilm Postproduction Facilities GmbH in Berlin unter der Dialogregie von Thomas Prauße.
| Rolle           | Japanischer Sprecher (Seiyū) | Deutscher Sprecher   |
| --------------- | ---------------------------- | -------------------- |
| Henrietta       | Yuuka Nanri                  | Shalin-Tanita Rogall |
| Rico            | Kanako Mitsuhashi            | Josephine Striezel   |
| Triela          | Eri Sendai                   | Jennifer Caron       |
| Claes           | Ami Koshimizu                | Lydia Morgenstern    |
| Angelica        | Hitomi Terakado              | Rubina Kuraoka       |
| Elsa de Sica    | Mamiko Noto                  | Sophie Anders        |
| José Croce      | Hidenobu Kiuchi              | Julien Haggège       |
| Jean Croce      | Mitsuru Miyamoto             | Max Haupt            |
| Victor Hirscher | Masashi Ebara                | Christoph Banken     |

#### Gunslinger Girl – Il Teatrino –
Von Januar bis März 2008 wurde eine zweite 13-teilige Serie von Gunslinger Girl ausgestrahlt. Die Serie wurde in Deutschland, Österreich, der Schweiz und Polen von Anime Virtual komplett auf vier DVDs veröffentlicht. Im Februar 2011 ist unter dem umbenannten Label Kazé (früher Anime Virtual) ebenfalls eine Gesamtausgabe zur Serie erschienen. In Gunslinger Girl – Il Teatrino – wurden viele Haupt- und Nebenrollen neu besetzt. Dies gilt sowohl für die japanische als auch für die deutschsprachige Synchronfassung.

##### Synchronisation
Die deutschsprachige Synchronisation entstand bei der TV+Synchron unter der Dialogregie von Detlef Klein, der auch das Dialogbuch geschrieben hat.
| Rolle           | Japanischer Sprecher (Seiyū) | Deutscher Sprecher |
| --------------- | ---------------------------- | ------------------ |
| Henrietta       | Kana Akutsu                  | Julia Stoepel      |
| Rico            | Anri Shiono                  | Tina Pamina Lorin  |
| Triela          | Atsuko Enomoto               | Melanie Hinze      |
| Claes           | Risa Mizuno                  | Anja Nestler       |
| Angelica        | Kana Hanazawa                | Rubina Kuraoka     |
| Elsa de Sica    | Mamiko Noto                  | Sophie Anders      |
| José Croce      | Hidenobu Kiuchi              | Julien Haggège     |
| Jean Croce      | Takehito Koyasu              | Tobias Nath        |
| Victor Hirscher | Masaya Matsukaze             | Jaron Löwenberg    |
| Pinocchio       | Daisuke Kishio               | Konrad Bösherz     |
| Franca          | Eriko Hirata                 | Silvia Mißbach     |
| Franco          | Hiroki Yasumoto              | Markus Pfeiffer    |
| Priscilla       | Mayuko Takahashi             | Jill Böttcher      |

Das Vorspannlied Tatta Hitotsu no Omoi (たった1つの想い, dt. „Nur ein Gedanke“) wurde von KOKIA komponiert, getextet und gesungen. Für den Abspann wurde doll verwendet, das in einigen Episoden von Lia und in anderen von Aoi Tada gesungen wird, sowie für Episode 8 Scarborough Fair von Aoi Tada.

### Videospiel
Am 8. April 2004 wurde ein gleichnamiges Videospiel für die Playstation 2 als Third-Person-Shooter veröffentlicht. Entwickelt wurde das Spiel von Dimps und veröffentlicht von Marvelous Entertainment.